# Comuna Stari Borovîci, Snovsk
Stari Borovîci (în ucraineană Старі Боровичі) este o comună în raionul Snovsk, regiunea Cernihiv, Ucraina, formată din satele Hvozdîkivka și Stari Borovîci (reședința).

## Demografie
Componența lingvistică a comunei Stari Borovîci
     Ucraineană (95,04%)
     Rusă (4,34%)
     Alte limbi (0,62%)
Conform recensământului din 2001, majoritatea populației comunei Stari Borovîci era vorbitoare de ucraineană (95,04%), existând în minoritate și vorbitori de rusă (4,34%).